# Хорхе Бурручага
Хорхе Бурручага (ісп. Jorge Burruchaga, нар. 9 жовтня 1962, Гвалегвай) — аргентинський футболіст, що грав на позиції півзахисника і нападника. По завершенні ігрової кар'єри — футбольний тренер. Наразі очолює тренерський штаб команди «Атлетіко Рафаела».
Виступав, зокрема, за клуб «Нант», а також національну збірну Аргентини.
Чемпіон Аргентини. Володар Кубка Лібертадорес. Володар Міжконтинентального кубка. Переможець Рекопи Південної Америки. У складі збірної — чемпіон світу.

## Клубна кар'єра
Народився 9 жовтня 1962 року в місті Гвалегвай. Вихованець футбольної школи клубу «Арсенал» (Саранді). Дорослу футбольну кар'єру розпочав 1979 року в основній команді того ж клубу, в якій провів два сезони, взявши участь у 49 матчах чемпіонату.
Протягом 1982–1985 років захищав кольори команди клубу «Індепендьєнте» (Авельянеда).
Своєю грою за останню команду привернув увагу представників тренерського штабу клубу «Нант», до складу якого приєднався 1985 року. Відіграв за команду з Нанта наступні сім сезонів своєї ігрової кар'єри.
Протягом 1992–1993 років захищав кольори команди клубу «Валансьєн».
Завершив професійну ігрову кар'єру у клубі «Індепендьєнте» (Авельянеда), у складі якого вже виступав раніше. Прийшов до команди 1995 року, захищав її кольори до припинення виступів на професійному рівні у 1998.

## Виступи за збірну
1983 року дебютував в офіційних матчах у складі національної збірної Аргентини. Протягом кар'єри у національній команді, яка тривала 8 років, провів у формі головної команди країни 59 матчів, забивши 13 голів.
У складі збірної був учасником чемпіонату світу 1986 року у Мексиці, здобувши того року титул чемпіона світу, чемпіонату світу 1990 року в Італії, де разом з командою здобув «срібло», розіграшу Кубка Америки 1983 року, розіграшу Кубка Америки 1989 року у Бразилії, на якому команда здобула бронзові нагороди.

## Кар'єра тренера
Розпочав тренерську кар'єру, повернувшись до футболу після невеликої перерви, 2002 року, очоливши тренерський штаб клубу «Арсенал» (Саранді).
Надалі очолював команди клубів «Естудьянтес», «Індепендьєнте» (Авельянеда), «Банфілд» та «Лібертад».
Наразі очолює тренерський штаб команди «Атлетіко Рафаела».

## Титули і досягнення
- Чемпіон Аргентини (1):

«Індепендьєнте» (Авельянеда): Прімера Дивізіон 1983
- Володар Кубка Лібертадорес (1):

«Індепендьєнте» (Авельянеда): 1984
- Володар Міжконтинентального кубка (1):

«Індепендьєнте» (Авельянеда): 1984
- Володар Суперкубка Лібертадорес (1):

«Індепендьєнте» (Авельянеда): 1995
- Переможець Рекопи Південної Америки (1):

«Індепендьєнте» (Авельянеда): 1995
Збірні
- Чемпіон світу: 1986
- Віце-чемпіон світу: 1990
- Бронзовий призер Кубка Америки: 1989